# Хонда знак
Хонда знак  (Х-образац) је радиолошки симптом који се види на радиоизотопском скенирању костију у случаевима преломи сакралне инсуфицијенције (СИФ),  подтип стресних прелома, који су резултат нормалног стреса примењеног на кост смањене еластичности. Типично, СИФ су повезани са основним метаболичким обољењем костију као што је остеопороза или Паџетова болест и најчешћи су код старијих жена.

## Назив
Име је добио зато што посматрани облик Хонда знака подсећа на лого компаније Хонда мотор, који личи на солов  "Х" у абецеди.

## Опис
Овај знак је типично повезан са билатералним преломима горње и доње стидне рамије. Једноставније речено, то указује на специфичан образац прелома карлице у коме су и горњи и доњи делови стидних костију сломљени са обе стране.

## Значај
Иако Хонда знак има дијагностички значај код прелома сакралне инсуфицијенције, видљив је у само до 40% случајева.